# Castagniccia

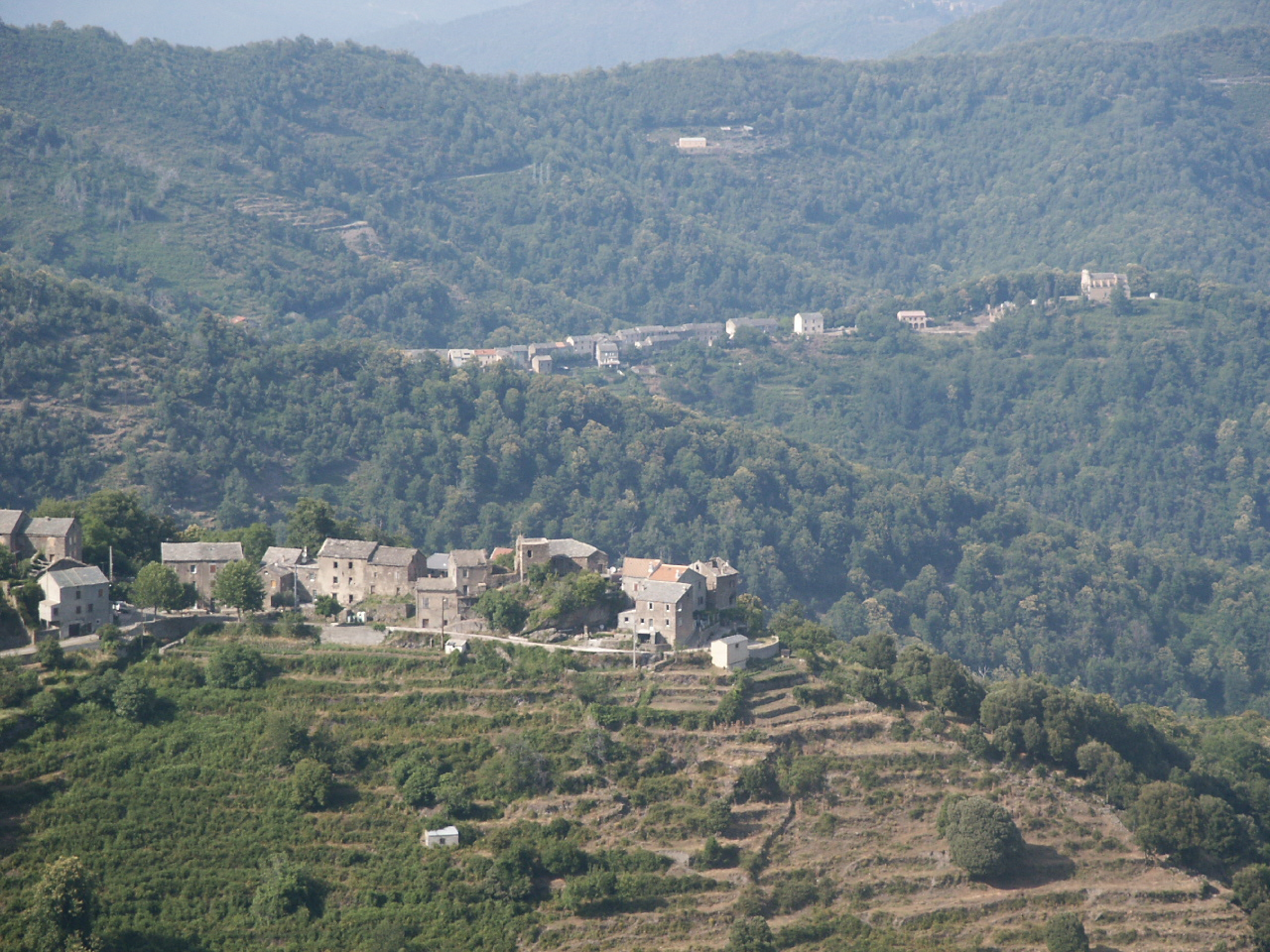
Castagniccia. Stoppia Nova (vila de U Quercitellu, detrás vê-se Ghjucatoghju).

A Castagniccia é uma região do centro-leste da Córsega.

## Geografia

Diferentes pievi da Castagniccia